# Абакановский район
Абакановский район — административно-территориальная единица в составе Ленинградской области РСФСР с центром в селе Абаканово, существовавшая в 1927—1931 годах.
Абакановский район в составе Череповецкого округа Ленинградской области был образован в августе 1927 года из 15 сельсоветов Череповецкого уезда и 4 сельсоветов Белозерского уезда Череповецкой губернии.
Всего было образовано 19 сельсоветов: Абакановский, Борисо-Шебский, Волковский, Данилковский, Дорский, Жидиховский, Красноязвицкий, Кулижский, Михайловский, Нефедовский, Осеевский, Петропочинковский, Подольский, Покровский, Привалинский, Семеногорский, Судский, Федотораменский, Шухоботский.
В ноябре 1928 года был упразднён Нефедовский сельсовет. Одновременно были образованы Ваханино-Починковский, Козловский, Сойволовский и Харинский сельсоветы, а из Петриневского района в Абакановский передан Красковский сельсовет.
На 1929 год Абакановский район включал в себя 373 селения, объединенных в 23 сельсовета. Население составляло 29152 человека, объединённых в 6175 домохозяйства. Площадь района — 1057 кв.км. Плотность населения 27,6 жителя на 1 кв.км.
20 сентября 1931 года Абакановский район был упразднён, а его территория разделена между Череповецким, Кадуйским, Петриневским и Белозерским районами.